# Synpalamides dionaea
Espèce
Synonymes
- Castnia dionaea Hopffer, 1856

Synpalamides dionaea est une espèce de lépidoptères de la famille des Castniidae.

## Répartition
On trouve cette espèce au moins au Brésil.